# Wustrow (Wendland)
Pour les articles homonymes, voir Wustrow.
Wustrow (Wendland) est une commune d'Allemagne située dans l'arrondissement de Lüchow-Dannenberg du Land de Basse-Saxe.